# Castel San Pietro (Ticino)
Castel San Pietro és un municipi del cantó de Ticino (Suïssa), situat al districte de Mendrisio.